# Valeri Editu
Valeri Editu (llatí: Valerius Aedituus) fou un poeta romà citat per Aulus Gel·li a les Nits Àtiques. Allà, un retòric, Antoni Julià, quan va ser reptat a assenyalar alguna cosa en llatí digna de comparar-se amb els poemes d'Anacreont i altres grecs antics, cita dos breus epigrames d'un poeta de nom Valeri Editu, que descriu com a veteris poetae, sense cap més indicació. També cita un epigrama de Porci Licí i un altre de Quint Catul. Sobre aquests autors, Gel·li diu: Mundius, venustius, limatius, pressius, Graecumve Latinumve nihil quidquam reperiri puto ('Penso que no hi ha res més pur, encantador, polit, i acurat, ni en grec ni en llatí, que això que van escriure aquests poetes').
Els dos epigrames són de mèrit inqüestionable, però podrien derivar d'una font grega. Caldria situar Valeri Editu entorn del 100 aC.